# كراتيفة سواريزية
كراتيفة سواريزية (الاسم العلمي:Crateva suaresensis) هي نوع من النباتات تتبع جنس الكراتيفة من الفصيلة القبارية.